# Armand Krajnc
Armand Krajnc (* 7. August 1973 in Malmö) ist ein schwedischer Boxer slowenischer Herkunft und ehemaliger Weltmeister der WBO im Mittelgewicht.

## Amateur
Er bestritt als Amateurboxer 70 Kämpfe, von denen er 62 gewann. 1995 nahm er im Halbmittelgewicht an den Weltmeisterschaften in Berlin teil, schied aber bereits in der zweiten Vorrunde durch Punktniederlage gegen den Tschechen Pavel Polakovič aus.
Auch bei den Europameisterschaften 1996 im dänischen Vejle verlor er im Halbmittelgewicht bereits in der Vorrunde knapp nach Punkten gegen den Ukrainer Sergei Gorodnichew.

## Profi
Er wurde noch im Jahr 1996 in Deutschland bei Universum Box-Promotion Profi und gewann seine ersten 21 Kämpfe gegen Aufbaugegner mit oft negativer Kampfbilanz. Bereits am 14. Februar 1998 gewann er den Internationalen Deutschen Meistertitel im Mittelgewicht; er besiegte dabei den noch ungeschlagenen Kroaten Vedran Akrap im Maritim Hotel von Stuttgart. Einen weiteren Erfolg erzielte er nur einen Monat später gegen den Albaner Bahre Ahmeti (26-4).
Nachdem WBO-Titelträger Bert Schenk 1999 seinen Titel verletzungsbedingt längere Zeit nicht verteidigen konnte, wurde dieser ihm aberkannt. Der in der Zwischenzeit zum Interim-Weltmeister aufgestiegene Brite Jason Matthews (21-1) wurde daraufhin zum WBO-Weltmeister ernannt. Krajnc erhielt am 27. November 1999 in Lübeck die Chance, um den Titel zu boxen, und gewann überlegen durch t.K.o. in der achten Runde, wobei er seinen Gegner bereits in der ersten Runde am Boden hatte.
Im März 2000 verteidigte er den Titel durch K. o. in der zweiten Runde gegen den US-Amerikaner Jonathan Corn (29-2) sowie im Oktober 2000 durch t.K.o. in der sechsten Runde gegen den ungeschlagenen Bert Schenk (24-0). Aufgrund eines Streites mit seinem Promoter Universum legte er den Titel im Juni 2001 nieder, erhielt ihn jedoch kurz darauf von der WBO zurück. Im November 2001 schlug er in seiner dritten Titelverteidigung den Schweden Paolo Roberto (23-2).
Am 6. April 2002 verlor er den Titel in Kopenhagen durch eine Punktniederlage an den ungeschlagenen Namibier Harry Simon (22-0). Er stieg daraufhin in das Supermittelgewicht auf, verlor aber völlig überraschend sein nächstes, als Aufbaukampf geplantes Duell mit dem Russen Sergei Tatewosjan (15-3) vorzeitig. Er konnte die nächsten drei Kämpfe gewinnen und wurde daraufhin Herausforderer von IBF- und WBA-Titelträger Sven Ottke (33-0). Krajnc verlor den Kampf klar nach Punkten und beendete, wie auch Ottke, anschließend seine Karriere.
Im Januar 2007 wollte Krajnc in Göteborg bei der ersten Profiboxveranstaltung in Schweden seit 1969 in den Ring zurückkehren. Aus medizinischen Gründen wurde ihm allerdings die Lizenz verweigert.